# Чирково (Заволжск)
Чирково — упразднённая в 1934 году деревня Кинешемского района Ивановской области, вошедшая в состав города Заволжск (ныне административный центр Заволжского района Ивановской области России). Современный квартал Чирково города Заволжск.

## География
Расположена была на левом берегу реки Волги (современное Горьковское водохранилище), напротив города Кинешма .

## История
На 1907 год входила в Семёновскую волость, Кинешемского уезда Костромской губернии.
20 февраля 1934 года Президиум ВЦИК постановил «Образовать рабочий посёлок под наименованием Заволжье в составе следующих населенных пунктов Кинешемского района: при химзаводе и фабриках „Фибра“ и „Приволжанка“, Кужлевки, Жилинского, Тихомировского, Нового, Чирковского, Алексинского, Владычного,  Чиркова, Скрипцова, Жилина, Уракова, Мяснева и Рябининского с заволжской больницей».

## Население
В «Списке населённых мест Российской империи по сведениям 1859—1873 годов» на 6 дворах проживали 32 человек, из них 10 мужчин, 22 женщины.
В «Списке населённых мест Костромской губернии по сведениям 1907 года» на 1897 год проживали 59 человека (из них 23 мужчины, 36 женщин),
на 1907 год — 48 человек.